# Grande Prêmio de Detroit (IndyCar)
O Grande Prêmio de Detroit (em inglês: Detroit Grand Prix) é um evento da IndyCar Series realizado num circuito citadino temporário nas ruas de Detroit, Michigan. A corrida realiza-se desde 1989, época em que integrou o campeonato CART.
As origens do evento remontam ao Grande Prêmio de Fórmula 1 de Detroit, realizado na baixa Detroit, junto do Renaissance Center. Após o término do contrato com a F1, o campeonato CART começou a ser a atração principal do evento em 1989 e, em 1992, a corrida mudou do centro de Detroit para Belle Isle, um parque situado numa ilha no rio Detroit, no que viria a ser o local da corrida durante o período mais longo. A IndyCar Series assumiu a corrida a partir de 2007. A corrida foi apoiada pela Indy Lights e pela Formula Atlantic e por séries de carros desportivos, como a Trans-Am Series e a ALMS. A partir de 2023, a corrida voltou às ruas do centro da cidade ao redor do Renaissance Center usando um circuito parcialmente baseado no circuito de rua original de Detroit usado pela Fórmula 1 e CART.
As corridas de monolugares em Detroit remontam às décadas de 1920-1950, quando a AAA realizou o Detroit 100 na Michigan State Fairgrounds Speedway. A AAA também realizou uma corrida extra campeonato de cinco milhas (8 km) em Grosse Pointe em 1905.
O Raceway em Belle Isle é classificado como um circuito FIA Grau Dois. O Circuito de Rua de Detroit original foi considerado na época um circuito de Grau Um da FIA, enquanto o circuito do centro da cidade também é um Circuito de Grau Dois da FIA.

## Fórmula 1
A corrida remonta a 1982, quando foi um evento do Campeonato Mundial de Fórmula 1 realizado no circuito citadino de Detroit, abrangendo o Renaissance Center. O circuito original tinha 4.012 km com dezessete curvas e provou ser ainda mais lento que o Mónaco. O percurso difícil e exigente incluía um cruzamento de ferrovia e imitava o Mónaco, com um túnel na reta principal. Embora fosse oficialmente o Grande Prêmio de Detroit, também era conhecido como Grande Prêmio Leste dos Estados Unidos porque havia várias corridas de Grande Prêmio nos EUA na época. Na época da corrida de 1988, a FIA, órgão regulador da Fórmula 1, havia declarado que as boxes e garagens temporários do circuito de rua não atendiam aos padrões exigidos. A corrida já era o Grande Prémio menos popular do calendário e depois de um Grande Prémio muito difícil de 1988, os pilotos manifestaram abertamente a sua antipatia pelo evento.
Para 1989, os organizadores da corrida planearam transferir a corrida para um novo circuito temporário em Belle Isle, um parque municipal no rio Detroit. Junto com as críticas ao circuito do centro da cidade, os incorporadores locais também planeavam iniciar a construção ao longo de troços desse percurso, dificultando sua instalação nos próximos anos. O plano de realocação para Belle Isle encontrou imediatamente forte oposição local, tanto pública quanto política. Embora o circuito fosse temporário, seria necessário construir garagens e instalações permanentes, com custos significativos e à custa dos grupos conservacionistas. Também contra estava o interesse crescente em transferir o Grande Prêmio dos Estados Unidos para Laguna Seca. Essa pista estava cortejando a Fórmula 1, tendo recentemente concluído melhorias de capital e tendo acabado de sediar um Grande Prêmio de motos dos Estados Unidos com grande sucesso. Além disso, um grupo iniciante em Phoenix também estava competindo agressivamente pela corrida.
Em outubro de 1988, o plano de mudança para Belle Isle foi cancelado. A Fórmula 1 deixou Detroit permanentemente e, pouco tempo depois, foi anunciado oficialmente que o Grande Prêmio dos EUA seria transferido para Phoenix.
Foi em Detroit, em 1983, que o piloto italiano Michele Alboreto levou seu Tyrrell 011 à vitória no Grande Prêmio Leste dos EUA, no que viria a ser a 155ª e última vitória na F1 com o motor Cosworth DFV V8.

## CART

### Renaissance Center: 1989 a 1991
Em 1989, a corrida em Detroit foi substituída por um evento da série CART. Em vez de se mudar para Belle Isle, a CART utilizou uma versão ligeiramente modificada do circuito de rua existente no centro da cidade, Renaissance Center. A chicane na reta principal foi eliminada – algo que os pilotos de F1 vinham pedindo desde a primeira corrida em 1982. A corrida CART foi realizada neste traçado de 4,06 km durante três anos. Como havia acontecido nos dias de Fórmula 1, competidores e fãs continuaram a criticar o percurso por seus solavancos, pouca visibilidade e mau layout geral.
O evento de 1991 foi talvez a gota d'água no que foi um constrangimento para os organizadores. Além de uma pista em desintegração agravada pelo calor e humidade sufocantes, Mario Andretti bateu de frente com seu Lola num camião de reboque. A equipe de segurança estava tentando remover o carro parado de Dennis Vitolo de uma esquina cega nas ruas St. Antoine e East Jefferson. Segundos depois, Michael Andretti bateu no carro de Vitolo tentando evitar o carro destruído de seu pai. No final das contas, os promotores consideraram o circuito do centro da cidade um sorvedouro de dinheiro e alegaram que ele estava sofrendo com a baixa audiência da televisão com a data do Dia dos Pais (contra o U.S. Open de golfe).

### Belle Isle: 1992 a 1997
A partir de 1992, a corrida foi transferida para um novo percurso temporário montado em Belle Isle. A mudança reviveu um plano conceitual para o evento de Fórmula 1 de quatro anos antes. Uma grande diferença que tornou Belle Isle viável para a CART - e aceitável para os habitantes locais - foi que garagens e boxes permanentes no estilo Fórmula 1 não eram exigidos pelo órgão sancionador. A corrida também foi adiada uma semana e em 1992 foi a primeira corrida depois das 500 Milhas de Indianápolis (deslocando a tradicional Milwaukee). O primeiro layout media 3,4 km. Quase imediatamente, o novo percurso foi criticado pelos pilotos por ser estreito, lento e sem zonas de ultrapassagem. Foi complementado, no entanto, por sua suavidade - um nítido contraste com o circuito irregular e cheio de bueiros do centro da cidade. As opiniões dos fãs foram divergentes, à medida que as linhas de visão melhoraram no circuito do centro da cidade, mas o acesso à ilha era difícil e as corridas não eram muito melhores.

### Alterações ao traçado: 1998 a 2000
Em 1998, o traçado do percurso foi modificado para eliminar o lento segmento "Picnic Way" e uma série de curvas. Em vez disso, o percurso continuou reto ao longo da Avenida Central para criar uma reta longa e bastante larga que levava a uma zona de ultrapassagem competitiva. A pista então media 3.776 km. O layout revisto foi elogiado pelos concorrentes como sendo uma melhoria em relação ao percurso original (1992–1997). No entanto, as transições do pavimento de asfalto para betão foram responsabilizadas por um aumento nos incidentes devido à falta de tracção.
O evento de 2000 viu o jovem brasileiro Hélio Castroneves conquistar sua primeira vitória na Champ Car pela Marlboro Team Penske. Após a volta da vitória, ele parou na reta final e escalou a cerca num aparente esforço para compartilhar sua alegria com os espectadores. Hélio ficou conhecido como “Homem-Aranha” por causa dessa comemoração, que se repetiu em suas vitórias posteriores.
As corridas de apoio para o Grande Prêmio de Detroit incluíram o Motor City 100 para a SCCA Trans-Am Series e a corrida de celebridades Neon Challenge. Cenas do filme Driven00 foram filmadas durante o fim de semana de corrida em 2000.
O evento, junto com o Michigan 500, proporcionou duas corridas CART no sul de Michigan anualmente.

### Abandono: 2001
Embora a pista fosse um percurso de rua temporário, ela ficou conhecida como The Raceway on Belle Isle. Com o passar dos anos, o circuito foi cada vez mais criticado pela sua estreiteza, acesso deficiente e de natureza globalmente não competitiva. A superfície outrora lisa estava envelhecendo nos rigorosos invernos de Detroit e junto com ela surgiram solavancos, rachas e buracos. O circuito ganhou a reputação de ser o "pior" local e "menos popular" de todo o calendário.. Em 1997, notou-se que o vencedor da corrida, Greg Moore, largou em sétimo e não ultrapassou um único carro competitivamente na pista durante todo o dia. Os participantes também não gostaram da instalação devido à falta de áreas pavimentadas para atividades de apoio. As áreas do paddock eram frequentemente lamacentas e incapazes de acomodar as equipes.
Após a corrida de 2001, o contrato da CART com Belle Isle expirou. Os espectadores estavam diminuindo visivelmente. As negociações para continuar o evento decorreram durante o verão, mas eventualmente estagnaram. Os organizadores consideraram brevemente a ideia de retornar ao antigo circuito do centro da cidade, mas esses planos foram rapidamente abandonados. A série optou por retirar a corrida do calendário e o evento entrou num hiato.

## IndyCar Series

### 2007 a 2008
Em 2006, Roger Penske liderou negociações para reactivar a corrida em 2007 como parte dos programas da ALMS e da IndyCar Series. Penske recentemente tinha tido um tremendo sucesso como chefe do Comitê Anfitrião do Super Bowl XL Detroit Metro. Em 29 de setembro de 2006, foi anunciado que o Grande Prêmio da Indy de Detroit retornaria como a décima corrida da temporada de 12 corridas do ALMS e a penúltima corrida do calendário de dezessete corridas da IndyCar Series.
Para melhorar o acesso à pista, foi implementado um sistema park-and-ride, semelhante ao utilizado no Super Bowl XL. Outros trabalhos no paddock e na pista foram concluídos antes da corrida. O evento de 2007 atraiu grande público e foi considerado um sucesso. Foi realizado novamente em 2008. Nesse período, o evento utilizou o layout original do curso (1992–1997), com algumas pequenas melhorias. Algumas das barreiras foram movidas para trás, especialmente dentro dos vértices de algumas curvas, para efetivamente alargar algumas curvas e melhorar as linhas de visão. Algumas barreiras, incluindo o guarda-corpo metálico na reta do pit, foram totalmente removidas.
Em 18 de dezembro de 2008, a corrida programada para 2009 foi cancelada. A crise económica automóvel e o seu impacto na área de Detroit foram a principal razão. Roger Penske não descartou um retorno no futuro.

### Ronda dupla
Para a temporada de 2012, a corrida em Belle Isle foi reativada pela segunda vez. O evento aconteceu no fim de semana imediatamente após as 500 Milhas de Indianápolis. A partir de 2013, a corrida foi realizada como um fim de semana de "ronda dupla". O fim de semana de corrida consistia em duas corridas separadas com atribuição de pontos, uma no sábado e outra no domingo. As corridas foram tratadas como eventos separados, com qualificação separada, pontos completos do campeonato, e os resultados da primeira não tiveram influência na qualificação da segunda (como tinha sido o caso de alguns formatos de corrida "gêmeos" anteriores). A partir de 2013, a corrida também voltou ao percurso "longo" mais popular e competitivo (layout 1998–2001).
A 6 de abril de 2020, a IndyCar anunciou o cancelamento da edição de 2020 devido à pandemia do COVID-19. Os organizadores afirmaram que a ordem de permanência em casa de Michigan (que foi prorrogada até 30 de abril) prejudicaria os preparativos necessários para a realização da corrida, e que a corrida não poderia ser razoavelmente remarcada devido a outros eventos terem sido agendados em Belle Isle. já. A corrida retornou no seu tradicional formato duplo em 2021. A 19 de setembro de 2021, a IndyCar anunciou que o Grande Prêmio de Detroit seria alterado de um fim de semana de duas corridas para um fim de semana de corrida única como parte de sua programação de 2022.

### Regresso à baixa da cidade: 2023
Poucas semanas após o anúncio do calendário da IndyCar de 2022, a Penske Entertainment Group revelou que a mudança do Grande Prêmio de Detroit para um fim de semana de corrida única foi feita como parte de uma proposta discutida com a cidade de Detroit para devolver a corrida ao Renaissance Center utilizando um novo circuito no centro da cidade começando em 2023. Em novembro de 2021, a Câmara Municipal de Detroit aprovou por unanimidade o plano da Penske Entertainment e anunciou um contrato inicial de três anos para retornar o Grande Prêmio de Detroit de volta às ruas do centro para um fim de semana de corrida único começando em 2023.
O novo circuito do centro da cidade é baseado nas lições aprendidas no Circuito de Rua de Nashville. Ele foi projetado para atrapalhar menos o tráfego da cidade, ao mesmo tempo que é mais acessível aos espectadores e tem mais pontos de visibilidade para as corridas do que o antigo Circuito de Rua de Detroit. O novo circuito conta com dez curvas e tem 4,35 km de comprimento em comparação com o circuito de 4 km usado pela Fórmula 1 e CART e o circuito em Belle Isle de 3,78 km. 

## Traçado

Circuito baixa Detroit (1989-1991)
Belle Island original (1992-1997, 2007–2012)
Belle Island longo (1998-2001, 2013–2022)
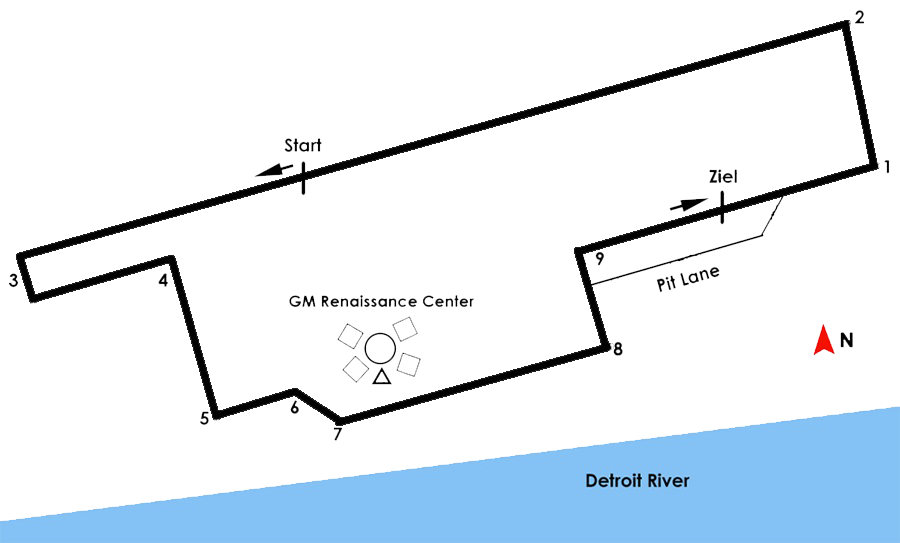
Renaissance Center (2023-atualidade)

## Vencedores

### Grosse Pointe (oval em terra)
| Ano  | Data     | Vencedor | Chassis | Motor              | Organização |
| ---- | -------- | -------- | ------- | ------------------ | ----------- |
| 1905 | 8 agosto | Webb Jay | White   | White steam engine | AAA         |

### Michigan State Fairgrounds (oval em terra)
| Ano  | Data        | Vencedor          | Chassis           | Motor           | Organização |
| ---- | ----------- | ----------------- | ----------------- | --------------- | ----------- |
| 1928 | 10 junho    | Ray Keech         | Miller (1)        | Miller (1)      | AAA         |
| 1929 | 9 junho     | Cliff Woodbury    | Miller (2)        | Miller (2)      | AAA         |
| 1930 | 9 junho     | Wilbur Shaw       | Smith (1)         | Miller (3)      | AAA         |
| 1931 | 14 junho    | Louis Meyer       | Stevens (1)       | Miller (4)      | AAA         |
| 1932 | 9 junho     | Bob Carey         | Stevens (2)       | Miller (5)      | AAA         |
| 1932 | 10 setembro | Mauri Rose        | Stevens (3)       | Miller (6)      | AAA         |
| 1932 | 11 junho    | Bill Cummings     | Miller (3)        | Miller (6)      | AAA         |
| 1949 | 11 setembro | Tony Bettenhausen | Kurtis Kraft (1)  | Offenhauser (1) | AAA         |
| 1950 | 10 setembro | Henry Banks       | Moore (1)         | Offenhauser (2) | AAA         |
| 1951 | 9 setembro  | Paul Russo        | Russo/Nichels (1) | Offenhauser (3) | AAA         |
| 1952 | 30 agosto   | Bill Vukovich     | Kuzma (1)         | Offenhauser (4) | AAA         |
| 1953 | 4 julho     | Rodger Ward       | Kurtis Kraft (2)  | Offenhauser (5) | AAA         |
| 1957 | 23 junho    | Jimmy Bryan       | Kuzma (1)         | Offenhauser (6) | USAC        |

### Renaissance Center
| CART / Champ Car | CART / Champ Car | CART / Champ Car   | CART / Champ Car | CART / Champ Car | CART / Champ Car |
| Ano              | Data             | Vencedor           | Equipe           | Chassi           | Motor            |
| ---------------- | ---------------- | ------------------ | ---------------- | ---------------- | ---------------- |
| 1989             | 18 de junho      | Emerson Fittipaldi | Penske           | Penske           | Chevrolet        |
| 1990             | 17 de junho      | Michael Andretti   | Newman/Haas      | Lola             | Chevrolet        |
| 1991             | 16 de junho      | Emerson Fittipaldi | Penske           | Penske           | Chevrolet        |

### Belle Isle
| Ano                                | Data             | Vencedor           | Equipe           | Chassi           | Motor            |
| CART / Champ Car                   | CART / Champ Car | CART / Champ Car   | CART / Champ Car | CART / Champ Car | CART / Champ Car |
| ---------------------------------- | ---------------- | ------------------ | ---------------- | ---------------- | ---------------- |
| 1992                               | 7 de junho       | Bobby Rahal        | Rahal-Hogan      | Lola             | Chevrolet        |
| 1993                               | 13 de junho      | Danny Sullivan     | Galles           | Lola             | Chevrolet        |
| 1994                               | 12 de junho      | Paul Tracy         | Penske           | Penske           | Ilmor            |
| 1995                               | 11 de junho      | Robby Gordon       | Walker           | Reynard          | Ford             |
| 1996                               | 9 de junho       | Michael Andretti   | Newman/Haas      | Lola             | Ford             |
| 1997                               | 8 de junho       | Greg Moore         | Forsythe         | Reynard          | Mercdes          |
| 1998                               | 7 de junho       | Alessandro Zanardi | Chip Ganassi     | Reynard          | Honda            |
| 1999                               | 8 de agosto      | Dario Franchitti   | Green            | Reynard          | Honda            |
| 2000                               | 18 de junho      | Hélio Castroneves  | Penkse           | Reynard          | Honda            |
| 2001                               | 17 de junho      | Hélio Castroneves  | Penske           | Reynard          | Honda            |
| Prova não realizada de 2002 a 2006 |                  |                    |                  |                  |                  |
| IndyCar Series / Champ Car         |                  |                    |                  |                  |                  |
| Ano                                | Data             | Vencedor           | Equipe           | Chassi           | Motor            |
| 2007                               | 2 de setembro    | Tony Kanaan        | Andretti         | Dallara          | Honda            |
| 2008                               | 31 de agosto     | Justin Wilson      | Newman/Haas      | Dallara          | Honda            |
| Não se realizou de 2009 a 2011     |                  |                    |                  |                  |                  |
| 2012                               | 3 de junho       | Scott Dixon        | Chip Ganassi     | Dallara          | Honda            |
| 2013                               | 1 de junho       | Mike Conway        | Dale Coyne       | Dallara          | Honda            |
| 2013                               | 2 de junho       | Simon Pagenaud     | Schmidt          | Dallara          | Honda            |
| 2014                               | 31 de maio       | Will Power         | Penske           | Dallara          | Chevrolet        |
| 2014                               | 1 de junho       | Helio Castroneves  | Penske           | Dallara          | Chevrolet        |
| 2015                               | 30 de maio       | Carlos Muñoz       | Andretti         | Dallara          | Honda            |
| 2015                               | 31 de maio       | Sébastien Bourdais | KV Racing        | Dallara          | Chevrolet        |
| 2022                               | 5 de junho       | Will Power         | Penske           | Dallara          | Chevrolet        |

### Renaissance Center (2023–atualidade)
| Ano            | Data           | Vencedor       | Equipe              | Chassi         | Motor          |
| IndyCar Series | IndyCar Series | IndyCar Series | IndyCar Series      | IndyCar Series | IndyCar Series |
| -------------- | -------------- | -------------- | ------------------- | -------------- | -------------- |
| 2023           | 4 de junho     | Álex Palou     | Chip Ganassi Racing | Dallara        | Honda          |
| 2023           | 2 de junho     | Scott Dixon    | Chip Ganassi Racing | Dallara        | Honda          |

## Detroit Sports Car Classic

### American Le Mans Series
| Ano  | LMP1 (equipa)                        | LMP2 (equipa)                  | GT1 (equipa)                   | GT2 (equipa)                  |
| Ano  | LMP1 (pilotos)                       | LMP2 (pilotos)                 | GT1 (pilotos)                  | GT2 (pilotos)                 |
| ---- | ------------------------------------ | ------------------------------ | ------------------------------ | ----------------------------- |
| 2007 | #2 Audi Sport North America          | #7 Penske Racing               | #3 Corvette Racing             | #62 Risi Competizione         |
| 2007 | Emanuele Pirro Marco Werner          | Timo Bernhard Romain Dumas     | Johnny O'Connell Jan Magnussen | Mika Salo Jaime Melo          |
| 2008 | #37 Intersport Racing                | #26 Andretti Green Racing      | #4 Corvette Racing             | #45 Flying Lizard Motorsports |
| 2008 | John Field Clint Field Richard Berry | Franck Montagny James Rossiter | Olivier Beretta Oliver Gavin   | Jörg Bergmeister Wolf Henzler |

### Rolex Sports Car Series
| Year | DP (equipa)                          | DP (equipa)                          | GT (equipa)                | GT (equipa)                |
| Year | DP (pilotos)                         | DP (pilotos)                         | GT (pilotos)               | GT (pilotos)               |
| ---- | ------------------------------------ | ------------------------------------ | -------------------------- | -------------------------- |
| 2012 | #9 Action Express Racing             | #9 Action Express Racing             | #88 Autohaus Motorsports   | #88 Autohaus Motorsports   |
| 2012 | João Barbosa J. C. France Darren Law | João Barbosa J. C. France Darren Law | Paul Edwards Jordan Taylor | Paul Edwards Jordan Taylor |
| Ano  | DP (equipa)                          | DP (equipa)                          | GT (equipa)                | GX (equipa)                |
| Ano  | DP (pilotos)                         | DP (pilotos)                         | GT (pilotos)               | GX (pilotos)               |
| 2013 | #10 Wayne Taylor Racing              | #10 Wayne Taylor Racing              | #57 Stevenson Motorsports  | #00 Speedsource            |
| 2013 | Max Angelelli Jordan Taylor          | Max Angelelli Jordan Taylor          | John Edwards Robin Liddell | Joel Miller Tristan Nunez  |

### IMSA WeatherTech SportsCar Championship
| 2014 | #10 Wayne Taylor Racing                 | não participou                          | não participou                          | #63 Scuderia Corsa                         |                                         |                                         |                                         |
| 2014 | Jordan Taylor Ricky Taylor              | não participou                          | não participou                          | Alessandro Balzan Jeff Westphal            |                                         |                                         |                                         |
| 2015 | #31 Action Express Racing               | #8 Starworks Motorsport                 | não participou                          | #23 Team Seattle / Alex Job Racing         |                                         |                                         |                                         |
| 2015 | Dane Cameron Eric Curran                | Renger van der Zande Mirco Schultis     | não participou                          | Ian James Mario Farnbacher                 |                                         |                                         |                                         |
| 2016 | #10 Wayne Taylor Racing                 | #8 Starworks Motorsport                 | não participou                          | #33 Riley Motorsports                      |                                         |                                         |                                         |
| 2016 | Jordan Taylor Ricky Taylor              | Renger van der Zande Alex Popow         | não participou                          | Jeroen Bleekemolen Ben Keating             |                                         |                                         |                                         |
| 2017 | #10 Wayne Taylor Racing                 | #38 Performance Tech Motorsports        | não participou                          | #93 Michael Shank Racing                   |                                         |                                         |                                         |
| 2017 | Jordan Taylor Ricky Taylor              | James French Patricio O'Ward            | não participou                          | Andy Lally Katherine Legge                 |                                         |                                         |                                         |
| Year | Prototype                               | Prototype                               | GT Le Mans                              | GT Daytona                                 |                                         |                                         |                                         |
| 2018 | #31 Whelen Engineering Racing           | #31 Whelen Engineering Racing           | não participou                          | #86 Meyer Shank Racing with Curb-Agajanian |                                         |                                         |                                         |
| 2018 | Eric Curran Felipe Nasr                 | Eric Curran Felipe Nasr                 | não participou                          | Mario Farnbacher Katherine Legge           |                                         |                                         |                                         |
| Year | Daytona Prototype international         | Daytona Prototype international         | GT Le Mans                              | GT Daytona                                 |                                         |                                         |                                         |
| 2019 | #6 Acura Team Penske                    | #6 Acura Team Penske                    | não participou                          | #14 AIM Vasser Sullivan                    |                                         |                                         |                                         |
| 2019 | Dane Cameron Juan Pablo Montoya         | Dane Cameron Juan Pablo Montoya         | não participou                          | Jack Hawksworth Richard Heistand           |                                         |                                         |                                         |
| 2020 | Cancelado devido à pandemia de COVID-19 | Cancelado devido à pandemia de COVID-19 | Cancelado devido à pandemia de COVID-19 | Cancelado devido à pandemia de COVID-19    | Cancelado devido à pandemia de COVID-19 | Cancelado devido à pandemia de COVID-19 | Cancelado devido à pandemia de COVID-19 |
| 2021 | #01 Cadillac Chip Ganassi Racing        | #01 Cadillac Chip Ganassi Racing        | #4 Corvette Racing                      | #23 Heart of Racing Team                   |                                         |                                         |                                         |
| 2021 | Kevin Magnussen Renger van der Zande    | Kevin Magnussen Renger van der Zande    | Tommy Milner Nick Tandy                 | Roman De Angelis Ross Gunn                 |                                         |                                         |                                         |
| Ano  | DPi                                     | DPi                                     | GTD                                     | GTD                                        |                                         |                                         |                                         |
| 2022 | #01 Cadillac Racing                     | #01 Cadillac Racing                     | #17 Vasser Sullivan Racing              | #17 Vasser Sullivan Racing                 |                                         |                                         |                                         |
| 2022 | Sébastien Bourdais Renger van der Zande | Sébastien Bourdais Renger van der Zande | Ben Barnicoat Kyle Kirkwood             | Ben Barnicoat Kyle Kirkwood                |                                         |                                         |                                         |
| Ano  | GTP                                     | GTP                                     | GTD Pro                                 | GTD Pro                                    |                                         |                                         |                                         |
| 2024 | #10 Wayne Taylor Racing with Andretti   | #10 Wayne Taylor Racing with Andretti   | #77 AO Racing                           | #77 AO Racing                              |                                         |                                         |                                         |
| 2024 | Ricky Taylor Filipe Albuquerque         | Ricky Taylor Filipe Albuquerque         | Laurin Heinrich Sebastian Priaulx       | Laurin Heinrich Sebastian Priaulx          |                                         |                                         |                                         |

## Vencedores das corridas de suporte

### Atlantics / Indy Lights
| Atlantic Championship | Atlantic Championship | Atlantic Championship |
| Ano                   | Piloto                |                       |
| --------------------- | --------------------- | --------------------- |
| 1983                  | Josele Garza          |                       |
| Indy Lights           |                       |                       |
| 1989                  | Ted Prappas           |                       |
| [1990                 | Tommy Byrne           |                       |
| 1991                  | Éric Bachelart        |                       |
| 1992                  | Adrián Fernández      |                       |
| 1993                  | Steve Robertson       |                       |
| 1994                  | Steve Robertson       |                       |
| 1995                  | Robbie Buhl           |                       |
| 1996                  | Tony Kanaan           |                       |
| 1997                  | Tony Kanaan           |                       |
| 1998                  | Airton Daré           |                       |
| 1999                  | Derek Higgins         |                       |
| 2000                  | Jonny Kane            |                       |
| 2001 – 2011           | Não realizado         | Não realizado         |
| 2012                  | Gustavo Yacamán       |                       |
| 2013 – 2020           | Não realizado         | Não realizado         |
| 2021                  | Kyle Kirkwood         |                       |
| 2021                  | Kyle Kirkwood         |                       |
| 2022                  | Linus Lundqvist       |                       |
| 2022                  | Linus Lundqvist       |                       |

### SCCA Motor City 100
| Ano        | Piloto                                                        | Carro                                            |
| ---------- | ------------------------------------------------------------- | ------------------------------------------------ |
| 1984       | Tom Gloy                                                      | Mercury Capri                                    |
| 1985       | Elliott Forbes-RobinsonA                                      | Buick Regal                                      |
| 1986       | Wally Dallenbach Jr.                                          | Chevrolet Camaro                                 |
| 1987       | Scott Pruett                                                  | Merkur XR4Ti                                     |
| 1988       | Hurley Haywood                                                | Audi Quattro                                     |
| 1989       | Greg Pickett                                                  | Chevrolet Camaro                                 |
| 1990       | Scott Sharp                                                   | Chevrolet Camaro                                 |
| 1991       | Scott Sharp                                                   | Chevrolet Camaro                                 |
| 1992       | Tommy Archer                                                  | Dodge Daytona                                    |
| 1993       | Dorsey Schroeder                                              | Ford Mustang                                     |
| 1994       | Bill Saunders                                                 | Ford Mustang                                     |
| 1995       | Ron Fellows                                                   | Chevrolet Camaro                                 |
| 1996       | Dorsey Schroeder                                              | Ford Mustang                                     |
| 1997       | Tommy Kendall                                                 | Ford Mustang                                     |
| 1998       | Paul Gentilozzi                                               | Chevrolet Camaro                                 |
| 1999       | Brian Simo                                                    | Ford Mustang                                     |
| 2000       | Paul Gentilozzi                                               | Jaguar XKR                                       |
| 2001       | Paul Gentilozzi                                               | Jaguar XKR                                       |
| 2002– 2015 | Não realizado                                                 | Não realizado                                    |
| 2016       | RJ Lopez (TA1) Kyle Marcelli (TA2) Dean Martin (TA4)          | Chevrolet Corvette Chevrolet Camaro Ford Mustang |
| 2016       | John Baucom (TA1) Adam Andretti (TA2) Ernie Francis Jr. (TA4) | Ford Mustang Dodge Challenger Ford Mustang       |
| 2017       | Ernie Francis Jr. (TA1) Gar Robinson (TA2)                    | Ford Mustang Chevrolet Camaro                    |
| 2018       | Tony Buffomante (TA2)                                         | Ford Mustang                                     |
| 2018       | Rafa Matos (TA2)                                              | Chevrolet Camaro                                 |
| 2019       | Misha Goikhberg (TA2)                                         | Chevrolet Camaro                                 |
| 2019       | Tony Ave (TA2)                                                | Chevrolet Camaro                                 |
| 2020       | Cancelado devido à pandemia de COVID-19                       | Cancelado devido à pandemia de COVID-19          |

A: Vencedor Wally Dallenbach Jr. foi desqualificado por o carro estar abaixo do peso mínimo.